# Эстес, Евгения Викторовна
Евге́ния Ви́кторовна Э́стес (до 2005 — Артамо́нова; род. 17 июля 1975, Свердловск) — советская и российская волейболистка, нападающая, заслуженный мастер спорта России (2000). Лучшая волейболистка Европы 1998 года. Единственная в мире волейболистка, принимавшая участие в шести Олимпийских играх.

## Биография
Евгения Артамонова начала заниматься волейболом в Свердловске в 1982 году в ДЮСШ «Уралочка» у тренера Ю. Н. Филимонова, подготовившего большое количество игроков для основной команды.
В 1991—1999, 2001—2002 и 2007—2012 года игрок команды «Уралочка»-НТМК (Свердловская область). В её составе 9-кратная чемпионка России (1992—1999 и 2002), бронзовый призёр чемпионатов России (2008, 2009, 2012); обладательница Кубка европейских чемпионов (1994, 1995).
В 1995—2001 и 2002—2006 годах играла за зарубежные клубы, в 1995—1999 годах параллельно с выступлением за «Уралочку»):
- 1995—1999 — «Тоёбо» Япония (чемпионка Японии 1999),
- 1999—2000 — «Эджзаджибаши» Стамбул, Турция (чемпионка Турции 2000),
- 2000—2001 — «Капо Суд» Реджо-ди-Калабрия, Италия (чемпионка Италии 2001),
- 2002—2004, 2006—2007 — «Такэфуджи Бамбу» Сугито, Япония,
- 2004—2006 — «Волеро» Цюрих, Швейцария (чемпионка Швейцарии 2005, 2006).

В составе женских молодёжных сборных СССР, СНГ и России стала чемпионкой мира (1991), бронзовым призёром чемпионата мира (1995), чемпионкой Европы (1992).
В национальной сборной СССР Артамонова дебютировала в 1991 году в 16-летнем возрасте, став одной из самых молодых дебютанток главной команды страны за всю её историю. С 1992 года спортсменка неизменно являлась игроком стартового состава сборной СНГ, а затем и России. В сборной России выступала до 2004 года, на Олимпиаде-2008 и в 2012 году. Олимпийские игры в Лондоне являются шестой Олимпиадой в карьере Евгении Эстес. За время карьеры в главной команде страны стала обладателем рекордного количества наград (командных и индивидуальных) в международных официальных соревнованиях:
- трёхкратный серебряный призёр Олимпийских игр (1992, 2000, 2004),
- трёхкратный бронзовый призёр чемпионатов мира (1994, 1998, 2002),
- двукратный призёр розыгрышей Кубка мира (1991 и 1999),
- победитель и двукратный призёр Всемирного Кубка чемпионов,
- трёхкратный победитель и 6-кратный призёр Гран-при,
- четырёхкратная чемпионка Европы (1993, 1997, 1999, 2001).

В 2014 году после перерыва, связанного с рождением ребенка, Эстес вернулась из США в Екатеринбург, чтобы продолжить выступление за «Уралочку». В 2015 году вместе с детьми и мужем Джеремайя Эстесом, назначенным на должность тренера волейбольной команды «Азерйол» (Баку), переехала в Азербайджан, по факту завершив карьеру волейболистки.
В 2018 году введена в Волейбольный Зал славы.

## Индивидуальные призы
- 1993: лучшая подающая Всемирного Кубка чемпионов.
- 1993: лучшая нападающая чемпионата Европы.
- 1997: лучшая нападающая чемпионата Европы.
- 1997: MVP и лучшая нападающая Всемирного Кубка чемпионов.
- 1998: лучшая волейболистка Европы.
- 1999: MVP чемпионата Европы.
- 2002: MVP Мирового Гран-при.

## Награды и звания
- Заслуженный мастер спорта России (2000).
- Орден Дружбы (19 апреля 2001) — за большой вклад в развитие физической культуры и спорта, высокие спортивные достижения на Играх XXVII Олимпиады 2000 года в Сиднее[3].

## Семья
Муж — Джереми Эстес — работал старшим тренером «Уралочки-НТМК». Сыновья — Джет (2005 г.р.), Джейвин (2013 г.р.), Джеррен (2017 г.р.).